# Castillonhäst
Castillonhästen är en ganska liten hästras som avlas vid foten av bergskedjan Pyrenéerna i Frankrike. Rasen är nära kusin med den franska ponnyrasen Ariégeoisponny och har influenser av iberiska och orientaliska hästar vilket gett rasen ett nobelt och ädlare utseende. Castillonhästen är ca 135-155 cm i mankhöjd, är flexibel och säker på foten som bergshäst och hästarna är alltid mörkt svartbruna med ljusare partier runt flankerna och en brun mule som lokalt kallas "rävnos".
Castillonhästen ska inte blandas ihop med den kastilianska hästen som på franska kallas Cheval de Castillion, medan Castillonhästen kallas Castillionnais. 

## Historia
Castillonhästen härstammar från bergsponnyer som kallades "Biron" eller "Saint Gironnais", som levde i de Pyreneiska bergen i området Ariège. Dessa bergsponnyer fanns troligtvis där för redan över 100 000 år sedan och man har hittat grottmålningar på dessa ponnyer i olika grottor i området. Dessa målningar är daterade till 30 000 år tillbaka i tiden. 
Castillonhästens närmaste släkting Ariégeoisponnyn, härstammar även från dessa hästar. Både Ariégoisponnyn och Castillonhästen har utvecklats vid foten av bergskedjan på lokala stuterier och förädlat med hjälp av olika orientaliska hästar som det arabiska fullblodet. Någon gång efter medeltiden bör dock raserna ha skilts åt då Castillonhästarna förbättrades ytterligare med hjälp av iberiska hästar, som t.ex. den mytomspunna spanska hästen som var föregångaren till Andalusiern. 
De första Castillonhästarna blev väldigt populära inom jordbruken på platåerna nedanför och uppe i bergen och många hästar köptes även av det franska kavalleriet för att användas till att dra vagnar eller bära tunga soldater. Då Castillonhästen oftast var ganska liten och inte tillräckligt stark för dessa ändamål korsades många Castillonhästar med tunga franska kallblodshästar eller arbetshästar. Under 1800-talet fick dock Castillonhästen nytt liv som lättare körhästar i bergsområdena då den lokala befolkningen behövde hästar som var säkra på foten. 
Men efter Andra världskriget har efterfrågan minskat mer och mer på Castillonhästar. Mycket beror på att samhället mekaniserades och hästdragna vagnar ersattes med bilar, arméerna bytte ut hästarna mot motordrivna fordon och populationen sjönk i bergen när många flyttade till låglandet och större städer. De bönder som stannade kvar i bergen var i större behov av kraftigare hästar och fortsatte korsa Castillonhästarna med tyngre hästar. Castillonhästarna var nära att dö ut på grund av det svalnande intresset för rasen. 
Det skulle dröja ända fram till 1980-talet innan rasen skulle räddas. Under slutet av 1980-talet grundades en förening för bevarandet av Castillonhästen som ett kulturhistoriskt arv i området Ariége, och genom att marknadsföra rasen som ridhäst istället för jordbrukshäst. Idag är Castillonhästen fortfarande ovanlig men skyddad från utrotning, och det franska jordbruksverket har tagit fram ett väl utvecklat avelsprogram för att bevara rasen och det är tänkt att man ska dubbla antalet avelsston fram till 2014. År 2005 fanns cirka 300 registrerade Castillonhästar.

## Egenskaper

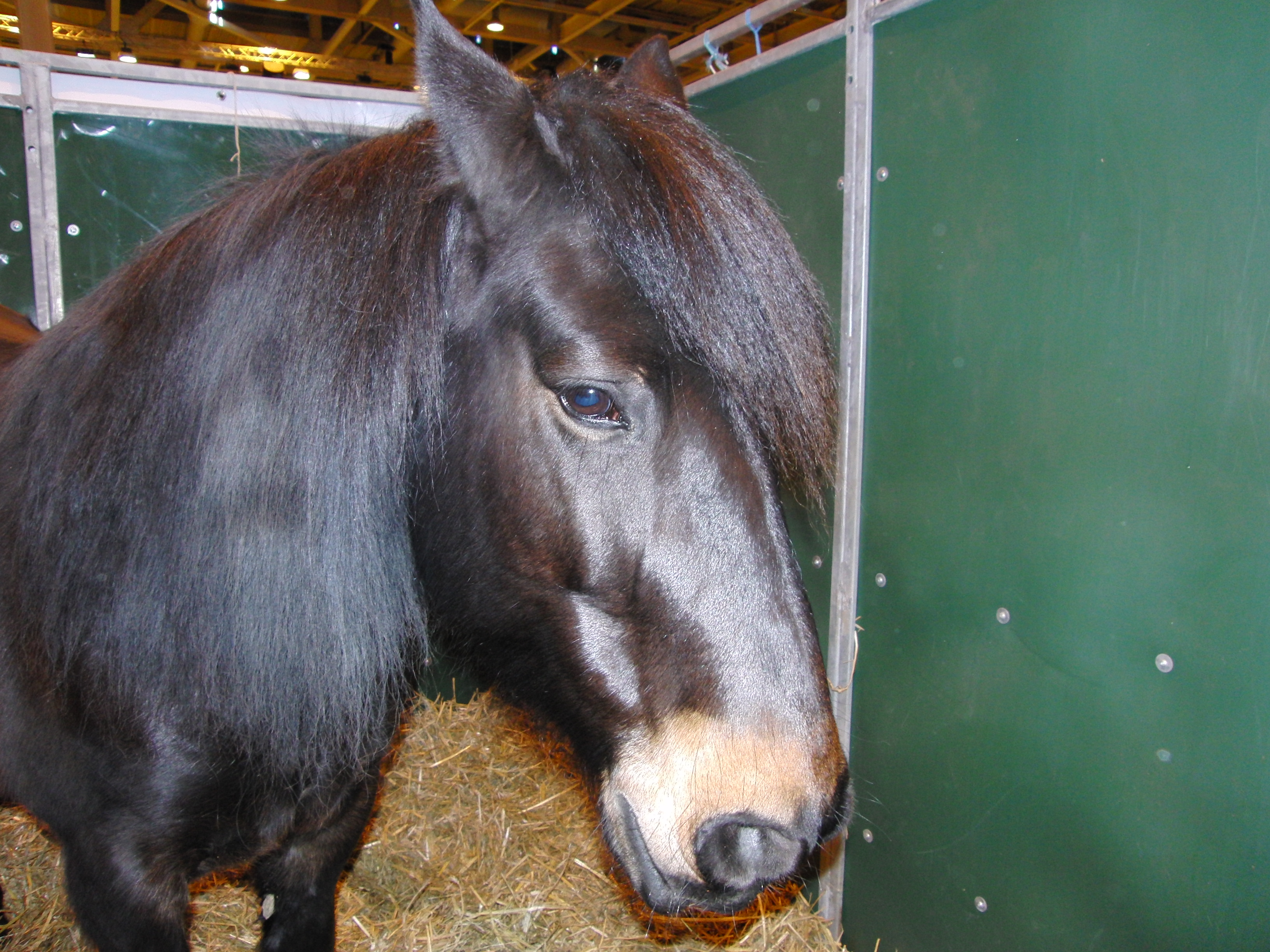
Castillonhästarna har ljusare partier på flankerna och på mulen. Den ljusare mulen kallas ibland "rävnos".

Castillonhästen räknas främst som en liten häst även om de ofta kommer ner under den tillåtna mankhöjden för ponny (148 cm), då de kan bli så små som 135 cm i mankhöjd. De kan även bli så pass höga som 155 cm men medelmankhöjden ligger runt 150 cm. Castillonhästarna är grovt byggda med typiska arbetshästegenskaper. 
Castillonhästarna utmärks av att de alltid är mörkt bruna, nästan svarta. Alla hästar ska även ha karaktäristiska ljusare bruna partier på flankerna och en jämnt ljusare brunfärgad mule som lokalt kallas för "rävnos" bland bergsfolken. Renrasiga Castillonhästar brännmärks även med ett eget märke på bakre, vänstra låret som föreställer en träsko, som är typisk för de gamla traditionerna från bergen. 
Exteriören är ren och proportionerligt med en medellång hals, finskuret huvud med rak nosprofil och en bred bröstkorg. Ryggen är bred, väl musklad och något kort och benen är raka med starka leder och tåliga hovar. Gångarterna ska vara korrekta med långa steg och med mycket aktivitet med bakbenen. Castillonhästar är bergshästar och är därför naturligt säkra på foten och de har även ett stabilt och lätthanterligt temperament, som gör den till en utmärkt ridhäst för barn, ungdomar eller mindre vuxna och lite mer ovana ryttare. Castillonhästarna är arbetsvilliga och starka med en naturlig sundhet.
Castillonhästen blandas ibland ihop med den kastilianska hästen som på franska kallas Cheval de Castillion, medan Castillonhästen kallas Castillionnais. 